# Atylana carcinias
Atylana carcinias är en insektsart som beskrevs av Ronald Gordon Fennah 1950. Atylana carcinias ingår i släktet Atylana och familjen sköldstritar. Inga underarter finns listade i Catalogue of Life.